# Beethoven's 2nd
Beethoven 2 é um filme estadunidense de 1993, dos gêneros aventura e comédia romântica, dirigido por Rod Daniel. É o segundo filme da franquia do cão "Beethoven".
A canção tema, "The Day I Fall in Love", interpretada por James Ingram e Dolly Parton, foi indicada ao Oscar, ao Globo de Ouro e a um Grammy, na categoria de Melhor Canção.

## Sinopse
Nesta nova aventura, depois de derrotarem os bandidos e o terrível veterinário, Beethoven conhece Missy, a cadela São-bernardo dos seus sonhos. Após vários encontros, eles têm filhotes, mas logo são separados. A dona de Missy, Regina, separa o casal de cães, pois quer forçar seu ex-marido a lhe pagar 50 mil dólares em troca de devolvê-la. A família Newton consegue ficar com os cachorrinhos  (para o desespero de George), mas farão de tudo para libertarem Missy das garras da malvada e ambiciosa Regina e de seu parceiro Floyd, os Newtons Confrontam Regina e Floyd e vencem ambos e eles caem do penhasco, e os Newtons podem aceitar a Missy para ficar com Beethoven e outros 4 Cachorrinhos São Bernardo para eles serem felizes.

## Elenco
- Charles Grodin - George Newton
- Bonnie Hunt - Alice Newton
- Nicholle Tom - Ryce Newton
- Sarah Rose Karr - Emily Newton
- Christopher Castile - Ted Newton
- Debi Mazar - Regina
- Chris Penn - Floyd
- Danny Masterson - Seth
- Ashley Hamilton - Taylor Devereaux
- Kevin Dunn - Brillo (não creditado)
- Virginia Capers - Srta. Linda Anderson
- Catherine Reitman - Jeanie
- Pat Jankiewicz - Arthur Lewis
- Maury Chaykin - Cliff Klamath
- Heather McComb - Michelle
- Jeff Corey - Gus, o zelador

## Produção
O filme é ambientado na Califórnia, mas as cenas do parque foram gavadas em Montana, no Glacier National Park. A casa usada como residência da família Newton está localizada na Milan Avenue, no Sul de Pasadena.
A produção exigiu mais de cem filhotes de São Bernardo, de várias idades a partir de sete semanas, para viverem os filhos de Beethoven. Após o término das filmagens, eles foram devolvidos a seu donos. Missy foi interpretada por três cachorras adultas de pelagem lisa, e Beethoven por dois, embora apenas o cão do primeiro filme seja creditado. Também foram usados, um cão mecânico, uma cabeça de cachorro com expressões faciais e também um homem com fantasia de cachorro.

## Recepção
Público
O público pesquisado pelo CinemaScore deu-lhe nota "A".
Crítica
No site agregador de críticas Rotten Tomatoes, 23% das 13 resenhas dos críticos são positivas, com uma classificação média de 4,5/10.